# Fruktы
Фрукты (Fruktы) — российская музыкальная группа. Официальные резиденты развлекательного шоу «Вечерний Ургант» на «Первом канале».

## История
Это второй состав музыкальной группы, которую придумала и создала певица, автор песен Саша Даль. Изначально группа выступала в сети ресторанов «Probka Family» Арама Мнацаканова. Музыканты исполняли всем известные хиты в собственных аранжировках и unplugged. Именно благодаря этой двухлетней работе группа стала востребована в Санкт-Петербурге и Москве, преимущественно на частных закрытых мероприятиях. На одном из них музыканты познакомились с Иваном Ургантом. Тот впоследствии вспомнил о группе «Фрукты», когда начался поиск подходящего музыкального коллектива для нового шоу «Первого канала».
В 2013 году группа «Фрукты» принимает участие в международном конкурсе молодых исполнителей популярной музыки «Новая волна». По итогам трёх конкурсных дней группа заняла 7-е место.
В 2014 году группа «Фрукты» становится номинантом XII ежегодной национальной телевизионной премии в области популярной музыки «Муз-ТВ-2014. Эволюция» в категории «Прорыв года».
Помимо известных кавер-версий группа «Фрукты» исполняет на концертах песни собственного сочинения. Их авторская песня «Москва-Варенье» стала гимном фестиваля «Московское Варенье», который прошёл в августе в Москве. В октябре 2014 года состоялась премьера официального видеоклипа на песню «Москва-Варенье». Режиссёр-постановщик клипа — Ангелина Никонова. Клип находится в ротации телеканалов «Пятница!», «Юмор ТВ», «Муз ТВ» и др.
В декабре 2014 группа «Фрукты» стала гостем шоу Comedy Woman на «ТНТ».
Группа «Фрукты» регулярно принимает участие в благотворительных концертах фонда «Подари жизнь» и «Дети Бэла» (Саша Даль стала членом попечительского совета фонда). В мае Саша Даль запустила благотворительный аукцион «ЛЕТИ», в котором приняли участие Виктория Исакова, Екатерина Вилкова и другие.
В марте 2015 на официальном сайте газеты «Metro» состоялся официальный релиз второго видеоклипа группы «Фрукты» на песню «Бали» (режиссёр Саша Даль).
В июне 2015 группа «Фрукты» и Саша Даль номинированы в категории «Музыка» на премию Top50 «Собака.ru».
15 июля 2020 года вышел EP «We Did It» — предвестник сольного альбома. EP можно послушать на всех цифровых площадках. Группа получила официальное разрешение от правообладателей мировых хитов на релиз кавер-версий в оригинальном стиле группы.
5 ноября 2020 состоялся релиз сингла «Anybody Seen My Baby?» — кавер-версия знаменитого хита группы The Rolling Stones.
5 марта 2021 состоялся релиз сингла «Maniac» — кавер-версия песни Майкла Сембэлло из фильма «Танец-Вспышка».
7 апреля 2021 года на «Афиша Daily» Fruktbl представили свою версию песни группы «Мумий Тролль» «Лира». Кавер-версия была одобрена Ильей Лагутенко, который принял участие в видео.
10 июля 2021 группа завершила серию релизов макси-синглом «MADE WITH LOVE», в который вошли каверы на Пола Маккартни («Maybe I’m Amazed»), «DNCE» («Cake By The Ocean»), Rag’n’Bone Man («Human»).
В настоящее время группа ведет активную гастрольную деятельность.

## Участники
Группа состоит из 8 участников:
- Саша Даль — вокал, перкуссия, поэт (художественный руководитель)
- Александр Лаврик — гитара, вокал
- Константин Ионочкин — контрабас, бас-гитара, вокал
- Анна Корженко (Мими) — вокал
- Анна Алина — вокал
- Даниил Морозов — перкуссия, звуковые шумы
- Алексей Глинский — саксофон, бэк-вокал
- Алексей Орлов — аккордеон

На шоу «Вечерний Ургант» в составе группы играют Александр Потапов (барабаны), Олег Белов (клавиши).

## Дискография
- 2013 — «Урожай 11-12» (CD)
- 2020 — «We Did It» (EP)
- 2020 — «Anybody Seen My Baby?» (single)
- 2021 — «Maniac» (single)
- 2021 — «ЛИРА» (single)
- 2021 — «MADE WITH LOVE» (EP)